# Alf Lund
Alf Lund (1851—1918) var en norsk officer og ingeniør, søn af Bernt Lund.
Lund blev officer 1873, ansat i Kristiansandske infanteribrigade, hvor han 1904 blev oberstløjtnant. Han stod 1907—10 som oberst i Bergenske brigade og blev så generalmajor og chef for Kristiansandske brigade, ved ny hærordning 1. januar 1911 chef for tredje (kombinerede) brigade. Lund tjenstgjorde 1882—83 i den østerrigske hær, 1889 i belgisk skydeskole og deltog 1908 i de franske høstmanøvrer. 1891—93 var han sekretær i geværkomitéen og var flere år lærer i infanteriets skydeskole. 
Som ingeniør har han arbejdet i hjemlandet ved undersøgelsen af Vestlandsbanen og Sætersdalsbanen samt ved bygningen af Grevskabsbanen, Ofot—Luleåbanen, Tyvold—Arvedalsbanen og Sulitelmabanen med flere. Desuden var han virksom ved jernbaneanlæg i Sverige og Spanien. Endelig bestyrede han 1899—1904 sammen med broderen, oberstløjtnant Ole Wilhelm Lund, Luossavarabolagets store og mangeartede anlæg i Narvik.